# Anne Schlüter
Anne Schlüter (* 27. August 1950 in Deindrup) ist eine deutsche Erziehungswissenschaftlerin und Professorin für Weiterbildung und Frauenbildung mit dem Lehrgebiet „Erwachsenenbildung/Bildungsberatung“ an der Universität Duisburg-Essen.

## Leben
Anne Schlüter studierte Diplom-Pädagogik mit dem Schwerpunkt Erwachsenenbildung in Köln in den 1970er Jahren und arbeitete von 1979 bis 1983 als wissenschaftliche Mitarbeiterin im Sonderforschungsbereich 119 „Wissen und Gesellschaft im 19. Jahrhundert“ an der Ruhr-Universität Bochum. Sie war Promotions-Stipendiatin der Friedrich-Ebert-Stiftung und arbeitete als wissenschaftliche Mitarbeiterin am Hochschuldidaktischen Zentrum der Universität Dortmund. Ihre Promotion legte sie 1986 an der Universität Essen ab. Ihre bildungshistorische Doktorarbeit "Zur Geschichte der Institutionalisierung der gewerblichen Berufsbildung für Mädchen zu Beginn des 20. Jahrhunderts" füllt eine Lücke in der Bildungsgeschichte. An der Universität Dortmund wurde ihr 1996 mit der Habilitation die Lehrbefugnis für das Fach Erziehungswissenschaft/Bildungsforschung verliehen. Ihre Habilitationsschrift "Bildungserfolge. Eine Analyse der Wahrnehmungs- und Deutungsmuster und der Mechanismen für Mobilität in Bildungsbiographien" gehört zum Themenbereich "Soziale Ungleichheit" und behandelt den Bildungsaufstieg von Arbeitertöchtern und Akademikertöchtern. Sie arbeitete als wissenschaftliche Mitarbeiterin in der Allgemeinen Pädagogik an der Universität Hildesheim. Schlüter vertrat die Professur Berufspädagogik an der Universität Dortmund und die Professur Arbeits-, Berufs- und Wirtschaftspädagogik an der Universität Gießen, bevor sie 2001 an die Universität Duisburg, heute Universität Duisburg-Essen, als Professorin berufen wurde.
Schlüter war bis Ende 2017 Mitglied im Verwaltungsrat des Deutschen Instituts für Erwachsenenbildung in Bonn. Von 2010 bis 2017 war sie Sprecherin des Netzwerkes für Frauen- und Geschlechterforschung in NRW und Leiterin der Koordinationsstelle des Netzwerks sowie für viele Jahre Vorsitzende der Gleichstellungskommission der Universität Duisburg-Essen. Sie war auch Mitglied im Beirat des Zentrums für Hochschuldidaktik und Hochschulentwicklung an der Universität Duisburg/Essen. Sie ist Mitglied in der Deutschen Gesellschaft für Erziehungswissenschaft. Für einige Jahre war sie im Vorstand der Sektion Frauen- und Geschlechterforschung in der DGfE. Zudem ist Schlüter Mitglied im Berufsverband der Erziehungswissenschaftlerinnen und Erziehungswissenschaftler und in der Redaktion der Zeitschrift Der pädagogische Blick. Seit 2012 gehört Anne Schlüter zur Redaktion der Zeitschrift Gender.
Seit einigen Jahren beschäftigt sie sich neben den Fragestellungen zur Bildungsberatung speziell mit dem Thema Mentoring, wozu auch einige Studien entstanden. Sie ist auch Reihenherausgeberin für die Reihe "Weiterbildung und Biographie" und für die Reihe "Frauen- und Geschlechterforschung in der Erziehungswissenschaft".

## Schriften
Monografien
- Neue Hüte – alte Hüte? Gewerbliche Berufsbildung für Mädchen zu Beginn des 20. Jahrhunderts – Zur Geschichte ihrer Institutionalisierung. Schwann Verlag, Düsseldorf 1987
- Bildungserfolge. Eine Analyse der Wahrnehmungs- und Deutungsmuster und der Mechanismen für Mobilität in Bildungsbiographien. Verlag Leske+Budrich, Opladen 1999

Herausgeberschaften
- Kooperation und Konkurrenz im Wissenschaftsbetrieb. Perspektiven aus der Genderforschung und -politik. Barbara Budrich Verlag 2020.
- Methoden und Techniken der Bildungsberatung. Barbara Budrich Verlag, Opladen 2017
- Beratungsfälle – Fallanalysen für die Lern- und Bildungsberatung. Barbara Budrich Verlag, Opladen – Berlin – Toronto 2014.
- Offene Zukunft durch Erfahrungsverlust? Zur Professionalisierung der Erwachsenenbildung. Verlag Barbara Budrich, Opladen und Farmington Hills 2011.
- Bildungsberatung. Eine Einführung für Studierende. Verlag Barbara Budrich, Opladen und Farmington Hills 2010.
- Erziehungswissenschaftlerinnen in der Frauen- und Genderforschung. Verlag Barbara Budrich, Opladen 2008.
- Bildungs- und Karrierewege von Frauen. Verlag Barbara Budrlich, Opladen 2006.
- „In der Zeit sein …“ Beiträge zur Biographieforschung in der Erwachsenenbildung. Verlag Bertelsmann, Bielefeld 2005.